# جونز (ویرجینیای غربی)
جونز (به انگلیسی: Jones) یک منطقهٔ مسکونی در ایالات متحده آمریکا است که در شهرستان باربر، ویرجینیای غربی واقع شده‌است. جونز ۶۳۴٫۹۱ متر بالاتر از سطح دریا واقع شده‌است.